# Rundale
Il sistema rundale - parola apparentemente derivata dall'inglese to run e dale (valle), originariamente qualcosa separata da (cfr. deal) - era una forma di sistemazione del terreno, rassomigliante alquanto al sistema del comune campo inglese. La terra è divisa in appezzamenti discontinui, coltivati e occupati da un numero di proprietari ai quali veniva affittata, collettivamente. Il sistema era comune in Irlanda, specialmente nelle contee occidentali. In Scozia, dove il sistema ugualmente esisteva, venne definito run rig (da run, e rig o ridge).